# Aukrug
Aukrug est une commune d'Allemagne située dans l'arrondissement de Rendsburg-Eckernförde (Schleswig-Holstein).

## Géographie

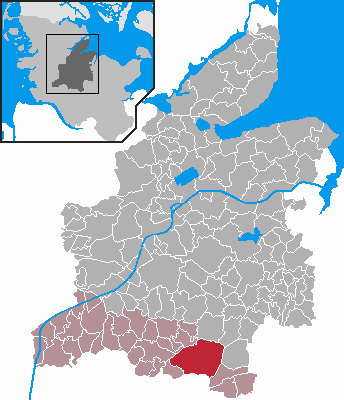
Situation de la commune dans l'arrondissement de Rendsburg-Eckernförde

Aukrug se situe au cœur du parc naturel d'Aukrug (Naturpark Aukrug).

## Histoire
Innien, le quartier le plus ancien d'Aukrug, est mentionné pour la première fois dans un document officiel en 1128. La commune actuelle a été créée le 31 décembre 1969 lors de la fusion des anciennes communes autonomes de Bargfeld, Böken, Bünzen, Homfeld et Innien.

## Jumelages
- Warin (Allemagne) depuis 1989
- Sien (Burkina Faso) depuis 1997